# Archidiocèse de Tours
Le diocèse de Tours a été érigé dès le IIIe siècle. Celui-ci correspondait à la province romaine Lugdunensis Tertia (Lyonnaise III), province créée apparemment sous Maxime (Clemens Maximus augustus), vers 385, par subdivision de la province dioclétienne de Rotomagus / Rouen (Lyonnaise IIe). Il a été élevé au rang d’archidiocèse au Ve siècle.
Au IVe siècle, le diocèse a été marqué par la figure emblématique de Martin de Tours qui le dirige entre 371 et 397, et qui en est devenu le saint patron.

## Les archevêques de Tours
En novembre 567 se tient à Tours un concile provincial réunissant les provinces ecclésiastiques de Tours, Rouen et Sens. On y signale la présence des deux archevêques métropolitains : Euphrone de Tours qui préside et Prétextat de Rouen ; et pour la province de Tours, les évêques de Nantes, Angers, Rennes, Le Mans. De plus, au concile d'Orléans en 511, on signale la présence de Licinius, désigné comme archevêque métropolitain de Tours et d'évêques de cette province : ceux du Mans, d'Angers, de Nantes, de Rennes, de Vannes ; ce qui signifie bien, qu'avant cette date de 511, Tours était déjà un archevêché et conforte l'idée de l'érection du diocèse en archidiocèse au Ve siècle.
D'ailleurs, une disposition spéciale adoptée par le concile mérovingien de Tours en 567 y rappelle la subordination des évêchés bretons à l'archevêque métropolitain de Tours. L'évêché de Dol fera sécession en 848 avec la création de la province de Dol, contestée par Tours. Cette province de Dol subsista jusqu'au XIe siècle et le conflit fut définitivement réglé au profit de l'archevêque de Tours par le pape Innocent III en 1199. Depuis 1859, les diocèses bretons ne relèvent plus de l'archevêque de Tours mais de l'archidiocèse de Rennes créé à cette date.
Les évêchés suffragants de l'archevêque de Tours sont actuellement Bourges, Blois, Chartres et Orléans.

## L'archidiocèse auxXXesiècleetXXIesiècle
Aux XXe siècle et XXIe siècle, la province ecclésiastique de Tours est toujours très marquée par la figure de saint Martin.
Ainsi, en 1996, à l'occasion de la venue de saint Jean-Paul II en France pour le 1500e anniversaire du baptême de Clovis, de grandes cérémonies martiniennes se sont déroulées dans le diocèse ; le pape a célébré à cette occasion le 16e centenaire de la mort de saint Martin.
Les 10 et 11 novembre 2015, le diocèse a lancé "l'Année Saint Martin" pour les 1700 ans de la naissance du célèbre évêque tourangeau.

### Affaires sexuelles
Eugène Charrieau, curé de Chapelle-Royale, est condamné en 2003 à vingt ans de prison pour avoir agressé sexuellement 12 enfants, filles et garçons, entre 1982 et 1999,.
En mars 2022, l'évêque Vincent Jordy apporte son soutien aux victimes de l’abbé Bernard Tartu, ancien chef de chœur des Petits Chanteurs de Touraine créé en 1954. Huit victimes alléguées, regroupées dans le collectif Voix libérées, ont déposé plainte contre le prêtre Bernard Tartu, mais les faits remontent à plus de 30 ans et sont donc prescrits. Néanmoins Vincent Jordy considère que « l’addition des plaintes », et la « convergence » des dépositions rendent ces allégations crédibles. Aussi Bernard Tartu a été, en décembre 2021, mis en retrait et ne peut « plus faire d’office, de messe même en privé ». Âgé de 81 ans, il est retourné vivre dans sa famille,.
En mars 2025, une plaque mémorielle en hommage aux victimes de Bernard Tartu, et d'une façon générale aux victimes d’agressions sexuelles dans l’Église est posée dans la basilique Saint-Martin de Tours.

## Évêques originaires de l’archidiocèse de Tours
- Jean-Marie Le Vert, évêque émérite de l'archidiocèse de Bordeaux depuis le 9 mars 2018
- Emmanuel Lafont, évêque de Cayenne
- Xavier Malle, évêque de Gap et d'Embrun